# Karl Lauterbach
Karl Wilhelm Lauterbach (Düren, 21 febbraio 1963) è un medico e politico tedesco, esperto di farmacoeconomia e dall'8 dicembre 2021 al 6 maggio 2025 ministro federale della Salute nel governo Scholz..

## Biografia
Karl Lauterbach, figlio di una famiglia della classe operaia (suo padre lavorava in un caseificio), è cresciuto a Oberzier nelle immediate vicinanze dell'impianto di ricerca nucleare di Jülich. Lauterbach ha studiato medicina umana presso la RWTH Aachen University, l'Università del Texas a San Antonio e l'Università di Düsseldorf, dove si è laureato. Dal 1989 al 1992, ha studiato politica e gestione della salute e epidemiologia presso la Harvard School of Public Health di Boston, laureandosi con un dottorato in scienze nel 1992. Dal 1992 al 1993 ha tenuto una borsa di studio presso la Harvard Medical School, sponsorizzata dalla Konrad Adenauer Foundation, vicina alla CDU. Lauterbach è stato membro della CDU per diversi anni prima di entrare a far parte della SPD nel 2001.
Dal 1998 al 2005, Lauterbach è stato direttore dell'Istituto di economia sanitaria ed epidemiologia clinica (IGKE) presso l'Università di Colonia. È stato nominato professore a contratto presso la Harvard School of Public Health nel 2008. È stato membro del Sachverständigenrat zur Begutachtung der Entwicklung im Gesundheitswesen (il consiglio di esperti che consiglia il governo federale sugli sviluppi del sistema sanitario tedesco) dal 1999 fino a quando non è stato eletto al Bundestag nel settembre 2005. È stato membro della Commissione Rürup, un comitato di esperti nominato dal governo e istituito per rivedere il finanziamento dei sistemi di assicurazione sociale.
Eletto nel Bundestag nel 2005, Lauterbach si è occupato in politica della salute. Nel 2019 dichiarò la sua candidatura per l'ufficio del presidente del suo partito, ma perse contro Norbert Walter-Borjans e Saskia Esken. Durante la pandemia di COVID-19, è apparso nei programmi televisi per informare il pubblico in merito al virus. In questa modo è diventato noto a livello nazionale, ma anche criticato da parte di altri politici, oppositori delle misure anti-pandemia tanto che il giornale tabloid BILD ha parlato di teorici del complotto.
Lauterbach è favorevole ad un sistema d'assicurazione sanitaria pubblica in Germania, criticando lo status quo come ingiustizia di classe. È anche favorevole alla legalizzazione delle droghe. Lauterbach espresse sostegno per vaccinazione obbligatoria.